# Passageiro clandestino

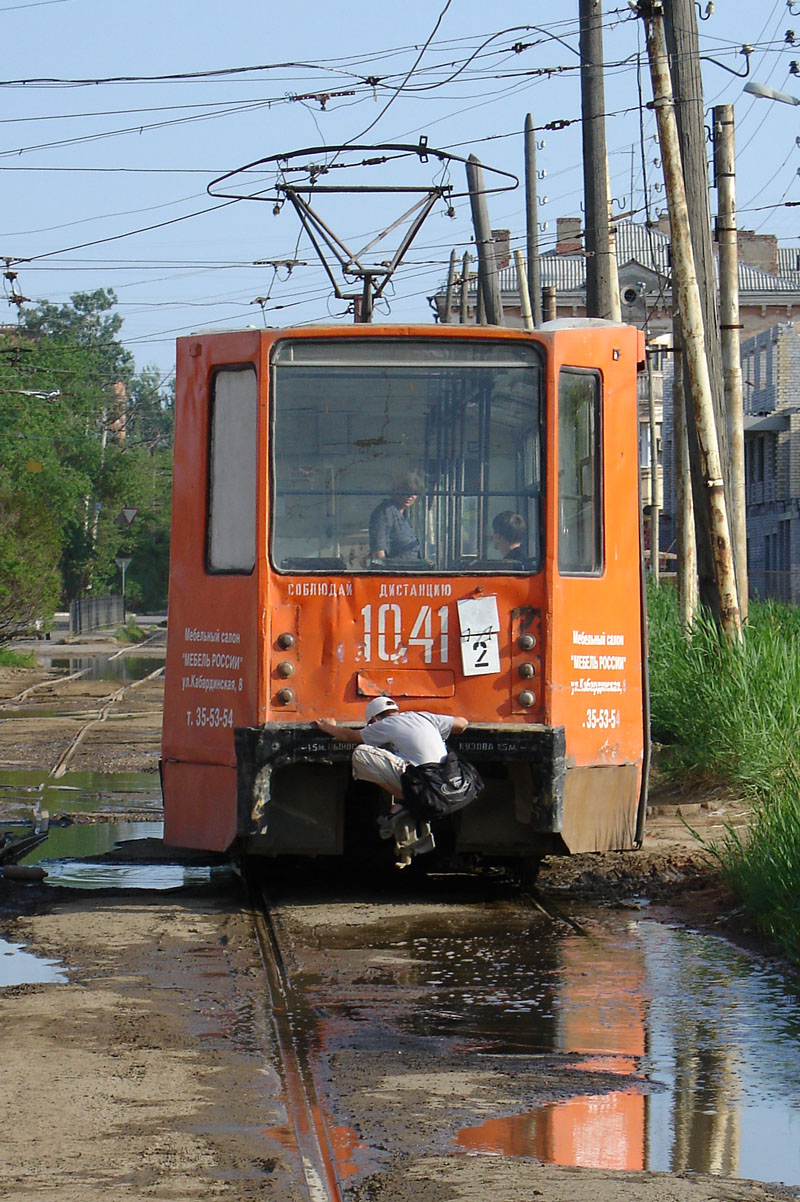
Passageiro clandestino em comboio em Astracã, Rússia

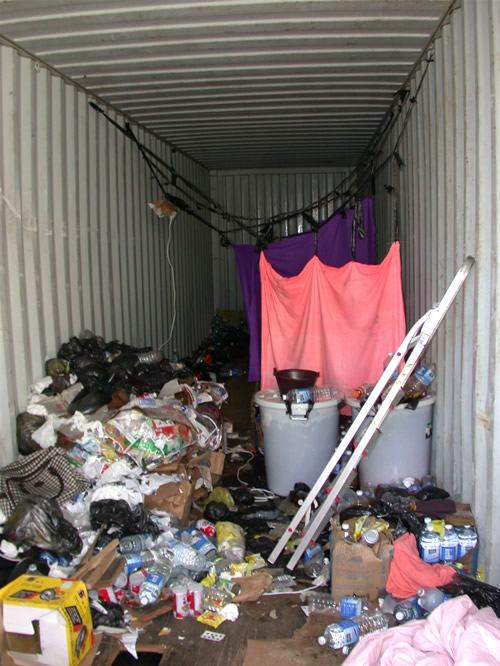
Contentor em que foram encontrados 22 passageiros clandestinos no Porto de Seattle

Designa-se passageiro clandestino (do étimo latino clam = "escondido, oculto") uma pessoa que viaje sem autorização ou título válido num meio de transporte, como avião, autocarro/ônibus, navio, comboio/trem, camião, ou outro.
Um passageiro clandestino encontra-se exposto a situações de perigo. Dado não estar legalmente a bordo de um meio de transporte, poderá passar longo tempo sem água ou alimento, ou esconder-se em local exposto aos elementos, a frio ou calor extremos, à falta de ar, e em espaço confinado, ruidoso, encontrando-se  em risco de vida. A seguir aos atentados de 11 de setembro de 2001, foram reforçadas medidas de segurança a nível internacional, em particular no transporte aéreo, que terão feito diminuir o número de tentativas de transporte clandestino por via aérea.

## Transporte terrestre
São frequentes os passageiros clandestinos no transporte terrestre, sendo as situações mais dramáticas as das pessoas escondidas em camiões, no compartimento de carga. Embora por vezes o condutor do veículo tenha conhecimento, em outras é feito sem que se aperceba de que transporta pessoas, o que aumenta o risco de vida para os passageiros e pode colocar o condutor sob alçada da justiça.

## Transporte marítimo
Muitas tentativas de emigração foram realizadas por passageiros clandestinos em navios. Em particular, a migração da Europa para os Estados Unidos no século XIX e início do século XX poderia ter uma fração de passageiros que entravam ilegamente. Entre os clandestinos famosos encontram-se Henry Armetta, Bruno Richard Hauptmann, Willem de Kooning, Jan Valtin, e Florentino Das.

## Transporte aéreo
No transporte aéreo a situação do clandestino é particularmente perigosa pois alguns passageiros clandestinos escondem-se no trem de aterragem antes da descolagem, algo de perigo extremo dado a exposição aos vento e aos movimentos destas peças.
Em 2007 o porta-voz da FAA Ian Gregor declarou que desde 1947 tinham sido descobertos 74 casos de passageiros clandestinos em aviões. Destes, apenas 14 sobreviveram à viagem.
Entre 1947 e setembro de 2012, foram descobertas 96 tentativas de pessoas se esconderem em trens de aterragem num total de 85 voos, que resultaram em 73 mortes e 23 sobreviventes.